# Rally-VM 2014

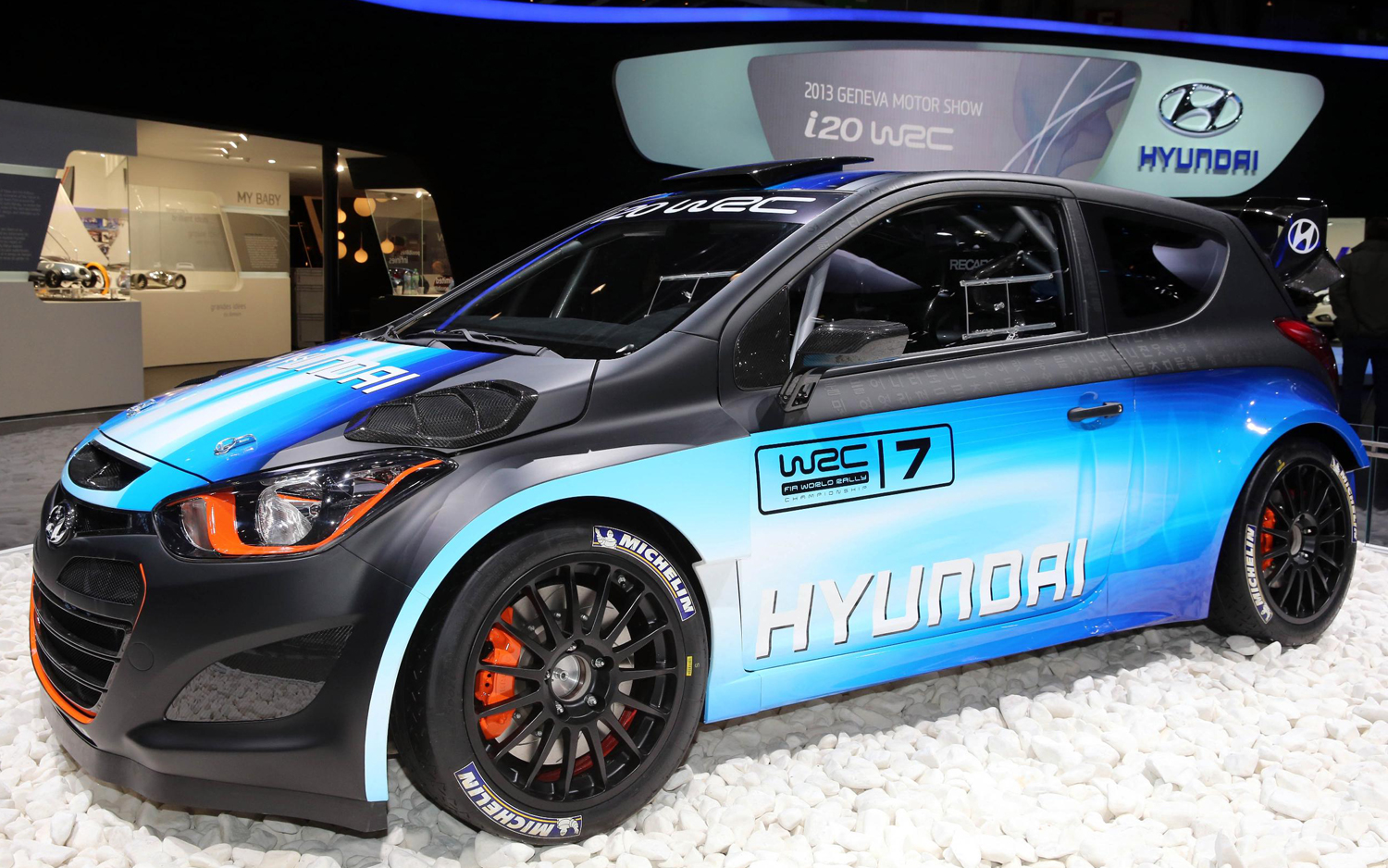
Hyundai återkommer till Rally-VM säsongen 2014 med i20 WRC.

Rally-VM 2014 är den 42:a säsongen av FIA:s Rally-VM. Säsongen startade i januari med Rallye Monte Carlo och avslutades med Wales Rally GB i november.
Sébastien Ogier tog sin andra raka titel 2014.

## Kalender
| Datum           | Rally                       | Bas                            | Underlag      | Segrande förare    | Kartläsare       | Bil                   |
| --------------- | --------------------------- | ------------------------------ | ------------- | ------------------ | ---------------- | --------------------- |
| 14-19 januari   | Rallye Monte-Carlo          | Gap, Hautes-Alpes              | Asfalt & Snö  | Sébastien Ogier    | Julien Ingrassia | Volkswagen Polo R WRC |
| 5-8 februari    | Rally Sweden                | Hagfors, Värmland              | Snö           | Jari-Matti Latvala | Miikka Anttila   | Volkswagen Polo R WRC |
| 6-9 mars        | Rally Guanajuato Mexico     | León, Guanajuato               | Grus          | Sébastien Ogier    | Julien Ingrassia | Volkswagen Polo R WRC |
| 3-6 april       | Vodafone Rally de Portugal  | Faro, Algarve                  | Grus          | Sébastien Ogier    | Julien Ingrassia | Volkswagen Polo R WRC |
| 08-11 maj       | Philips LED Rally Argentina | Villa Carlos Paz, Córdoba      | Grus          | Jari-Matti Latvala | Miikka Anttila   | Volkswagen Polo R WRC |
| 30 maj-1 juni   | Rally d'Italia Sardegna     | Olbia, Gallura                 | Grus          | Sébastien Ogier    | Julien Ingrassia | Volkswagen Polo R WRC |
| 27-29 juni      | Lotos Rally Poland          | Mikolajki, Ermland Masurien    | Grus          | Sébastien Ogier    | Julien Ingrassia | Volkswagen Polo R WRC |
| 1-3 augusti     | Neste Oil Rally Finland     | Jyväskylä, Mellersta Finland   | Grus          | Jari-Matti Latvala | Miikka Anttila   | Volkswagen Polo R WRC |
| 22-24 augusti   | ADAC Rallye Deutschland     | Trier, Rheinland-Pfalz         | Asfalt        | Thierry Neuville   | Nicolas Gilsoul  | Hyundai i20 WRC       |
| 12-14 september | Coates Hire Rally Australia | Coffs Harbour, New South Wales | Grus          | Sébastien Ogier    | Julien Ingrassia | Volkswagen Polo R WRC |
| 3-5 oktober     | Rallye de France-Alsace     | Strasbourg, Alsace             | Asfalt        | Jari-Matti Latvala | Miikka Anttila   | Volkswagen Polo R WRC |
| 24-26 oktober   | Rally RACC-Rally de Espana  | Salou, Tarragona               | Asfalt & Grus | Sébastien Ogier    | Julien Ingrassia | Volkswagen Polo R WRC |
| 14-16 november  | Wales Rally GB              | Deeside, Flintshire            | Grus          | Sébastien Ogier    | Julien Ingrassia | Volkswagen Polo R WRC |